# Cruel Summer (bài hát của Taylor Swift)
"Cruel Summer" (Tạm dịch: Mùa hè tàn nhẫn) là bài hát của nữ nghệ sĩ người Mỹ Taylor Swift nằm trong album phòng thu thứ bảy Lover của cô, được phát hành vào ngày 23 tháng 8 năm 2019. Swift đã sáng tác và sản xuất ca khúc này cùng với hai nhạc sĩ người Mỹ St. Vincent và Jack Antonoff. Bài hát này thuộc thể loại nhạc synth-pop, industrial pop và electropop, có chứa giai điệu tổng hợp từ synthesizers, nhịp đập lắc lư, và hiệu ứng giọng hát ảnh hưởng qua bộ phát âm. Lời bài hát nói về cuộc tình lãng mạn vào mùa hè nhưng trong hoàn cảnh đau đớn, bế tắc và căng thẳng.
"Cruel Summer" được giới phê bình khen ngợi bởi ca từ cuốn hút, cách phối khí hấp dẫn và đoạn hook cùng đoạn bridge gần cuối bài độc đáo dễ đi vào lòng người. Danh sách cuối năm của tạp chí Billboard và Rolling Stone đã đề cử bài hát này là một trong những bài hát hay nhất của năm 2019. Nhiều bài nhận xét chuyên môn tại thời điểm đó cũng đã cho rằng "Cruel Summer" chính là ca khúc hay nhất và nổi bật nhất trong album Lover của Swift.
Sau khi Lover ra mắt, "Cruel Summer" xuất hiện trong top 30 của nhiều bảng xếp hạng nhiều nước, bao gồm Billboard Hot 100 của Hoa Kỳ. Bài hát này nhanh chóng trở thành bài hát yêu nhất của Swifties suốt cả thời gian qua và nhiều nhà báo từng công nhận "Cruel Summer" xứng đáng được phát hành dưới dạng đĩa đơn. Tuy nhiên, Swift giải thích rằng cô đã định phát hành nó trong năm 2020 nhưng chính đại dịch COVID-19 đã khiến cho kế hoạch bị huỷ bỏ.
Mãi cho đến khi Swift bắt đầu chuyến lưu diễn the Eras Tour vào năm 2023, bao gồm cả "Cruel Summer" trong danh sách ca khúc biểu diễn, bài hát đã gặp hiện tượng viral trên toàn cầu và tăng hạng chóng mặt trên khắp một số bảng xếp hạng lớn ở thế giới. Thành thử ra, "Cruel Summer" đã được đưa trở lại vào top 50 của bảng xếp hạng Billboard Hot 100 và Republic Records quyết định phát hành ca khúc dưới dạng đĩa đơn cho các đài radio của Hoa Kỳ vào ngày 20 tháng 6 năm 2023, trở thành single thứ năm của Lover. "Cruel Summer" cho đến hiện tại đã giành được vị trí quán quân ở bảng xếp hạng Philippines và Singapore, top 10 ở Úc, Canada, Indonesia, Nhật Bản, Malaysia, New Zealand, và Vương Quốc Anh. Nó đã đạt vị trí cao nhất ở thứ ba ở Hoa Kỳ, giúp Swift kéo dài kỷ lục trở thành single thứ 12 đạt top 1 trên bảng xếp hạng Pop Airplay và single thứ 8 đạt top 1 trên bảng xếp hạng Radio Songs.

## Danh sách ca khúc
- Tải xuống kỹ thuật số và phát trực tuyến

1. "Cruel Summer" – 2:58

- Tải xuống kỹ thuật số và phát trực tuyến – The Cruelest Summer

1. "Cruel Summer" (Biểu diễn trực tiếp tại TS | The Eras Tour) – 3:48
2. "Cruel Summer" (LP Giobbi remix) – 3:12
3. "Cruel Summer" – 2:58

## Sử dụng khác
Nữ nghệ sĩ người Mỹ Olivia Rodrigo biểu diễn cover ca khúc "Cruel Summer" cho chương trình Alone Together Jam Session vào 2020, được Swift hết mực khen ngợi. Rodrigo về sau đã lấy ý tưởng bài hát này cho đĩa đơn năm 2021 của mình là "Deja Vu", ghi công Swift, Antonoff, và St. Vincent là đồng sáng tác bài hát. "Cruel Summer" được sử dụng cho loạt phim của Amazon Prime Video, The Summer I Turned Pretty, vào tháng 6 năm 2022.

## Bảng xếp hạng
| Bảng xếp hạng (2019)                     | Vị trí cao nhất |
| ---------------------------------------- | --------------- |
| Úc (ARIA)                                | 22              |
| Canada (Canadian Hot 100)                | 28              |
| Cộng hòa Séc (Singles Digitál Top 100)   | 84              |
| Greece International (IFPI)              | 57              |
| Ireland (IRMA)                           | 20              |
| Malaysia (RIM)                           | 13              |
| New Zealand (Recorded Music NZ)          | 20              |
| Bồ Đào Nha (AFP)                         | 94              |
| Scotland (OCC)                           | 70              |
| Singapore (RIAS)                         | 8               |
| Slovakia (Singles Digitál Top 100)       | 100             |
| Thuỵ Điển Heatseeker (Sverigetopplistan) | 10              |
| Anh Quốc (OCC)                           | 27              |
| Hoa Kỳ Billboard Hot 100                 | 29              |

| Bảng xếp hạng (2023)                      | Vị trí cao nhất |
| ----------------------------------------- | --------------- |
| Úc (ARIA)                                 | 2               |
| Áo (Ö3 Austria Top 40)                    | 24              |
| Canada (Canadian Hot 100)                 | 2               |
| Canada AC (Billboard)                     | 6               |
| Canada CHR/Top 40 (Billboard)             | 1               |
| Canada Hot AC (Billboard)                 | 3               |
| CIS (Tophit)                              | 51              |
| Croatia (HRT)                             | 7               |
| Cộng hòa Séc (Rádio Top 100)              | 12              |
| Cộng hòa Séc (Singles Digitál Top 100)    | 43              |
| Đan Mạch (Tracklisten)                    | 36              |
| Pháp (SNEP)                               | 130             |
| Đức (GfK)                                 | 26              |
| Thế giới Global 200 (Billboard)           | 3               |
| Greece International (IFPI)               | 16              |
| Iceland (Plötutíðindi)                    | 12              |
| India International Singles (IMI)         | 9               |
| Indonesia (Billboard)                     | 5               |
| Ireland (IRMA)                            | 12              |
| Israel (Media Forest)                     | 6               |
| Ý (FIMI)                                  | 98              |
| Nhật Bản Hot Overseas (Billboard Japan)   | 2               |
| Latvia (EHR)                              | 2               |
| Latvia Airplay (LAIPA)                    | 1               |
| Lithuania (AGATA)                         | 43              |
| Luxembourg (Billboard)                    | 23              |
| Malaysia (Billboard)                      | 8               |
| Malaysia International (RIM)              | 6               |
| Hà Lan (Dutch Top 40)                     | 18              |
| Hà Lan (Global Top 40)                    | 4               |
| Hà Lan (Single Top 100)                   | 26              |
| New Zealand (Recorded Music NZ)           | 3               |
| Nigeria (TurnTable Top 100)               | 60              |
| Na Uy (VG-lista)                          | 18              |
| Panama (Monitor Latino)                   | 10              |
| Panama (PRODUCE)                          | 10              |
| Paraguay (Monitor Latino)                 | 14              |
| Philippines (Billboard)                   | 1               |
| Ba Lan (Polish Airplay Top 100)           | 10              |
| Bồ Đào Nha (AFP)                          | 28              |
| Singapore (RIAS)                          | 1               |
| Slovakia (Rádio Top 100)                  | 4               |
| Slovakia (Singles Digitál Top 100)        | 38              |
| Hàn Quốc (Circle)                         | 143             |
| Thuỵ Điển (Sverigetopplistan)             | 14              |
| Thụy Sĩ (Schweizer Hitparade)             | 24              |
| UAE (IFPI)                                | 13              |
| Anh Quốc (OCC)                            | 2               |
| Hoa Kỳ Billboard Hot 100                  | 1               |
| Hoa Kỳ Adult Contemporary (Billboard)     | 5               |
| Hoa Kỳ Adult Pop Airplay (Billboard)      | 1               |
| Hoa Kỳ Dance/Mix Show Airplay (Billboard) | 29              |
| Hoa Kỳ Pop Airplay (Billboard)            | 1               |
| Venezuela (Record Report)                 | 44              |
| Việt Nam (Vietnam Hot 100)                | 12              |

| Bảng xếp hạng (2023) | Vị trí cao nhất |
| -------------------- | --------------- |
| CIS (TopHit)         | 58              |
| Paraguay (SGP)       | 73              |
| Hàn Quốc (Circle)    | 156             |

## Chứng nhận
| Quốc gia | Chứng nhận  | Số đơn vị/doanh số chứng nhận |
| --- | ----------- | ----------------------------- |
| Úc (ARIA)                                                                                                   | 9× Bạch kim | 630.000‡                      |
| Áo (IFPI Áo)                                                                                                | Bạch kim    | 30.000‡                       |
| Brasil (Pro-Música Brasil)                                                                                  | 2× Bạch kim | 80.000‡                       |
| Đan Mạch (IFPI Đan Mạch)                                                                                    | Bạch kim    | 90.000‡                       |
| Pháp (SNEP)                                                                                                 | Kim cương   | 333.333‡                      |
| Đức (BVMI)                                                                                                  | Vàng        | 150.000‡                      |
| Ý (FIMI) | Bạch kim    | 100.000‡                      |
| New Zealand (RMNZ)                                                                                          | 5× Bạch kim | 150.000‡                      |
| Ba Lan (ZPAV)                                                                                               | 2× Bạch kim | 100.000‡                      |
| Bồ Đào Nha (AFP)                                                                                            | 4× Bạch kim | 40.000‡                       |
| Tây Ban Nha (PROMUSICAE)                                                                                    | 2× Bạch kim | 120.000‡                      |
| Thụy Sĩ (IFPI)                                                                                              | Vàng        | 10.000‡                       |
| Anh Quốc (BPI)                                                                                              | 3× Bạch kim | 1.800.000‡                    |
| Phát trực tuyến                                                                                             |             |                               |
| Hy Lạp (IFPI Hy Lạp)                                                                                        | 4× Bạch kim | 8.000.000                     |
| Nhật Bản (RIAJ)                                                                                             | Vàng        | 50.000.000                    |
| Thụy Điển (GLF)                                                                                             | Bạch kim    | 8.000.000                     |
| Hàn Quốc (KMCA)                                                                                             | Bạch kim    | 100.000.000                   |
| Toàn cầu | —           | 1.319.000.000                 |
| ‡ Chứng nhận dựa theo doanh số tiêu thụ và phát trực tuyến. · Chứng nhận dựa theo doanh số phát trực tuyến. |             |                               |